# Rassismus in Südkorea
Rassismus in Südkorea wurde, insbesondere in den südkoreanischen Medien, als ein weit verbreitetes gesellschaftliches Problem anerkannt.
Infolge einer Zunahme der Einwanderung nach Südkorea seit den 2000er Jahren nahmen offenere Äußerungen von Rassismus sowie Kritik an diesen Äußerungen zu. Zeitungen haben häufig über die Diskriminierung von Einwanderern berichtet und sie kritisiert, z. B. in Form von Unterschreitung des Mindestlohns, Einbehaltung von Löhnen, unsicheren Arbeitsbedingungen, körperlichem Missbrauch oder allgemeiner Verunglimpfung.
In einer World Values Survey 2010–2014 gaben 44,2 % der Südkoreaner an, dass sie keinen Ausländer als Nachbarn wollen. Rassistische Einstellungen werden häufiger gegenüber Einwanderern aus anderen asiatischen Ländern und Afrika geäußert; aber weniger gegenüber weißen europäischen und amerikanischen Einwanderern, die gelegentlich so etwas wie eine „übermäßig freundliche Behandlung“ erhalten können. Ähnliche Diskriminierungen wurden auch in Bezug auf Kinder von chinesisch-koreanischen und nordkoreanischen Einwanderern gemeldet.
Neuere Gesetze – insbesondere das Gesetz über die Beschäftigung ausländischer Arbeitnehmer (2004) und das Gesetz zur Förderung multikultureller Familien (2008) – haben die Situation der Einwanderer verbessert und ihre Menschen- und Arbeitsrechte wirksamer geschützt. Im Jahr 2011 gab das südkoreanische Militär eine Regelung auf, die gemischtrassige Männer davon abhielt, sich zu verpflichten, und änderte den Eid der Anwerbung dahingehend, die koreanische Volkszugehörigkeit nicht auf die Staatsbürgerschaft zu beziehen. Ebenso wurden ähnliche Konzepte aus dem Curriculum gestrichen. Dies wurde zum Teil auf internationalen Druck zurückgeführt – insbesondere auf die Besorgnis des UN-Ausschusses für die Beseitigung der Rassendiskriminierung, der erklärt hat, dass anhaltendes ethnisch-zentriertes Denken in Südkorea „ein Hindernis für die Verwirklichung der Gleichbehandlung und des Respekts gegenüber Ausländern und Menschen verschiedener Rassen und Kulturen sein könnte“. Stand November 2018 fehlte in Südkorea noch immer ein Antidiskriminierungsgesetz, das vom UN-Menschenrechtsausschuss im Jahr 2015 empfohlen wurde. Das Gesetz sei wegen „mangelnder öffentlicher Zustimmung“ ins Stocken geraten. Die Nationale Menschenrechtskommission Koreas empfahl die Umsetzung eines Antidiskriminierungsgesetzes sowie einen rechtlichen und institutionellen Rahmen. Nach Dr. Katharine H.S. Moon, Lehrstuhl für Koreastudien an der Brookings Institution in Washington würde Diskriminierung bisweilen häufig ungestraft bleiben. Gleichzeitig bat Sven Schwersensky von der Friedrich-Ebert-Stiftung in Südkorea darum, vorsichtig zu sein die südkoreanische Gesellschaft als intolerant zu bezeichnen. Es gäbe unterschiedliche Faktoren, die in die Situation mit reinspielen. Er selbst habe nie Intoleranz empfunden und die südkoreanische Gesellschaft als gastfreundlich und aufgeschlossen wahrgenommen.
Im Juli 2018 sorgte ein Massenprotest gegen jemenitische Flüchtlinge, die auf die Insel Jeju kamen, in Südkorea für Empörung. Insbesondere gegen muslimische Flüchtlinge bestünden Vorurteile. Unter anderem versuchte der Schauspieler Jung Woo-sung Aufmerksamkeit für die Lage der Flüchtlinge zu schaffen.